# Kwakoegron
Kwakoegron è un comune (ressort) del Suriname di 259 abitanti.
Kwakoegron si trova sul fiume Saramacca.